# Britisch-deutsche Erklärungen über den westlichen Pazifik
Im Jahr 1886 schlossen das Britische Empire und das Deutsche Reich zwei Abkommen über die Abgrenzung ihrer Interessensphären im westlichen Pazifik. Der Titel der beiden Abkommen lautet:
- Erklärung betreffend die Abgrenzung der Deutschen und Englischen Machtsphäre im Westlichen Stillen Ocean, 6. April 1886;  Declaration between the Governments of Great Britain and the German Empire relating to the Demarcation of the British and German Spheres of Influence in the Western Pacific (englisch)
- Erklärung betreffend die gegenseitige Handels- und Verkehrsfreiheit in den deutschen und englischen Besitzungen und Schutzgebieten im Westlichen Stillen Ocean, 10. April 1886; Declaration between the Governments of Great Britain and the German Empire relating to the Reciprocal Freedom of Trade and Commerce in the British and German Possessions and Protectorates in the Western Pacific (englisch)

## Verhandlungen und Inhalt
Im letzten Viertel des 19. Jahrhunderts wurden deutsche und französische Handelsunternehmen verstärkt im westlichen Pazifik aktiv und machten den dort bereits ansässigen Briten, Niederländern und Spaniern Konkurrenz. Artikel in der deutschen Presse über eine mögliche Annexion Neuguineas beunruhigten zudem australische Politiker. Großbritannien und Deutschland wollten zwar die Interessen ihrer in diesem Gebiet aktiven Staatsbürger schützen, betrachteten den westpazifischen Raum aber als peripher und wollten darüber keinen Konflikt riskieren. Deshalb kamen sie 1885 überein, die Abgrenzung ihrer Interessensphären im Westpazifik vertraglich zu regeln. Die Verhandlungen hierüber wurden von den Regierungsbeauftragten Krauel für Deutschland und Thurston für Großbritannien geführt. Die Abgrenzung des Vertragsgebiets erwies sich wegen Ansprüchen der USA auf Samoa und Frankreichs auf den Neuen Hebriden zunächst als nicht einfach. Nachdem Samoa, Tonga und Niue als neutral definiert und Gebiete unter der Kontrolle dritter Kolonialmächte ausgenommen wurden, kam es zu einer Einigung und die Abkommen konnten von dem Staatssekretär des Auswärtigen Amts, Graf Herbert von Bismarck und dem britischen Botschafter, Sir Edward Malet unterschrieben werden.
Die Einigung definierte eine Linie von 8°50' südliche Breite, 159°50' östliche Länge bis 6° nördliche Breite, 173°30' östliche Länge als Grenze der deutschen und britischen Einflusssphäre. Nördlich und westlich davon sollte deutscher, südlich und östlich davon britischer Einfluss vorherrschen. Deutschlands wichtigste Forderung war die Kontrolle über die Nördlichen Salomoneninseln Bougainville, Choiseul und Ysabel, die an das Schutzgebiet Kaiser-Wilhelms-Land grenzten. Staatssekretär Bismarck forderte in einer Note vom 30. Juni 1885 den britischen Botschafter dazu auf, die Grenzlinie so nach Osten zu verlegen, dass auch Nauru – damals Pleasant Island genannt – zum deutschen Einflussbereich gehörte. Er begründete dies mit der falschen Behauptung, auf Nauru seien nur deutsche Handelsfirmen tätig; dort gab es aber auch eine britische und eine neuseeländische Firma. Die britische Seite mass der Kontrolle über Nauru aber scheinbar keine Bedeutung bei und willigte in die Grenzlinie östlich der Insel ein.
In den Abmachungen verpflichteten sich Deutschland und Großbritannien, in der jeweils anderen Einflusssphäre weder Gebietserweiterungen noch Schutzherrschaften anzunehmen und schon vorhandenen Kolonialbesitz an die andere Macht abzutreten. In der Vereinbarung über Handels- und Gewerbefreiheit wurde Reise-, Niederlassungs- und Unternehmensfreiheit sowie Meistbegünstigung im Handel für Bürger beider Staaten im Vertragsgebiet vereinbart. Rechtlich sollten Bürger des anderen Staates den eigenen gleichgestellt werden, es sollte die gleiche Freiheit des religiösen Bekenntnisses gelten. Strittige Ansprüche auf Land, die aus der Zeit vor der Proklamierung der Kolonialherrschaft von Bürgern eines der beiden Staaten im Gebiet des anderen herrührten, sollten von einer gemischt besetzten Kommission entschieden werden; auf Antrag des Anspruchstellers aber von der zuständigen Behörde vor Ort. Beide Staaten verpflichteten sich, keine Sträflinge in den Westpazifik zu bringen oder Strafkolonien anzulegen. Auf Kolonien mit voll funktionsfähigen Regierungen und gesetzgebenden Körperschaften fanden die Abkommen keine Anwendung.
Geltungsbereich des Abkommens war der Bereich des Pazifiks zwischen dem 15. Grad Nördlicher Breite und dem 30. Grad Südlicher Breite sowie dem 165. Längengrad westlich und dem 130. Längengrad östlich. Die Demarkationslinie verlief vom Mitra Felsen an der Nordostküste Neuguineas bei 8 Grad südlicher Breite, der Grenze zwischen dem deutschen und dem britischen Gebiet Neuguineas, entlang folgender Punkte:
- A. 8° Südlicher Breite, 154° Östlicher Länge
- B. 7°15' Südlicher Breite, 155°25' Östlicher Länge.
- C. 7°15' Südlicher Breite, 155°35' Östlicher Länge.
- D. 7°25' Südlicher Breite, 156°40' Östlicher Länge.
- E. 8°50' Südlicher Breite, 159°50' Östlicher Länge.
- F. 6° Nördlicher Breite, 173°30' Östlicher Länge.
- G. 15° Nördlicher Breite, 173°30' Östlicher Länge.[4]

## Folgen
Die Gilbert- und Ellice-Inseln und die Salomonen wurden anschließend britische Kolonien, Deutschland übernahm die Herrschaft über die Karolinen, die Marianen, Nauru und Bougainville. Während die britische Kolonialherrschaft beide Weltkriege überdauerte und erst in den 1970er Jahren endete, endete die deutsche im Jahr 1920. In der Folge wurden die Karolinen- und Marshallinseln als Treuhandgebiete des Völkerbunds von Japan, nach 1945 als UNO-Treuhandgebiete von den USA verwaltet. Gegen den Willen von Australiern und Briten, die Nauru annektieren wollten, setzte US-Präsident Wilson durch, dass auch diese Insel als Völkerbundmandat verwaltet wurde, das 1945 auf die Vereinten Nationen überging. Bei den Verhandlungen über die Unabhängigkeit der Insel konnte sich der spätere Staatschef Naurus, Hammer DeRoburt, erfolgreich auf den Artikel 76 der UNO-Charta berufen, der für die Treuhandgebiete die Verwirklichung des Selbstbestimmungsrechts zur Pflicht der UNO machte. Nauru wurde 1968 unabhängig.